# Erckensmühle
Die Erckensmühle (Schreibvariante: Erkensmühle) war eine Wassermühle am Broicher Bach in der Stadt Herzogenrath in der nordrhein-westfälischen Städteregion Aachen im Regierungsbezirk Köln.

## Geographie
Die Erckensmühle hatte ihren Standort an der Straße Erckensmühle in der Stadt Herzogenrath in der Städteregion Aachen. Sie lag auf einer Höhe von ca. 109 m über NN. Die Erckensmühle war die letzte Wassermühle am Broicher Bach vor der Mündung in die Wurm. Oberhalb lag die Berger Mühle.

## Gewässer
Die Quellen vom Broicher Bach mit einer Höhe von 174 m über NN liegen heute in einem Regenrückhaltebecken zwischen den Straßen In der Dell und Holzweg im Stadtteil Linden-Neusen der Stadt Würselen. Der Bach mit einer Länge von 8,2 km fließt nach nördlichem Beginn in westlicher Richtung durch das Gebiet der Stadt Alsdorf und dann zur Stadt Herzogenrath. Im Straßenbereich An der Wurm/Apolloniastraße mündet der er in einer Höhe von 106 m über NN in die Wurm.

## Geschichte
Die Erckensmühle war eine von zwei Stadtmühlen in Herzogenrath. In der Geschichtsschreibung wurde sie auch als so genannte Ölmühle am Damm angegeben. Dieser Damm lag östlich von Stadtkern im Stadtteil Ofden. Er war aufgeschüttet worden, um die Wassermassen aufzuhalten, die bei anhaltendem Regen den sehr stark schwankenden Broichbach gefährlich machten.
Die Mühle aus dem 18. Jahrhundert war zuerst ausschließlich eine Ölmühle. In einer Bewertung der Liegenschaften im Jahre 1776 wird ein Jahresnettoertrag von 135 Talern angesetzt. Das war etwa ein Fünftel des Ansatzes für die Bannmühle.
In der Tranchotkarte von 1805 heißt die Mühle „Moulin à Than“ die französische Bezeichnung für Lohmühle. Ab 1820 ist von einer Walkmühle die Rede. 1836 übernahmen die Gebrüder Erckens von der Tuchfabrik Erckens in Aachen die Mühle, die 1850 einen Teil der Aachener Textilproduktion hierhin verlegten. Fortan trug sie nur noch den Namen Erckensmühle. Trotz Umstellung auf Dampfkraft wurde die Mühle 1908 stillgelegt. In den 1970er Jahren brannte eines der ehemaligen Produktionsgebäude ab und wurde niedergelegt, in dem verbliebenen mehrstöckigen Haus lebten sozialschwache Familien. 
Nach dem Abriss entstand hier eine Feuer- und Rettungswache für die Stadt Herzogenrath. Das ehemalige Portiershaus liegt in roter ziegelbauweise heute als letzter Gebäuderest an der Erkensstraße.

## Galerie

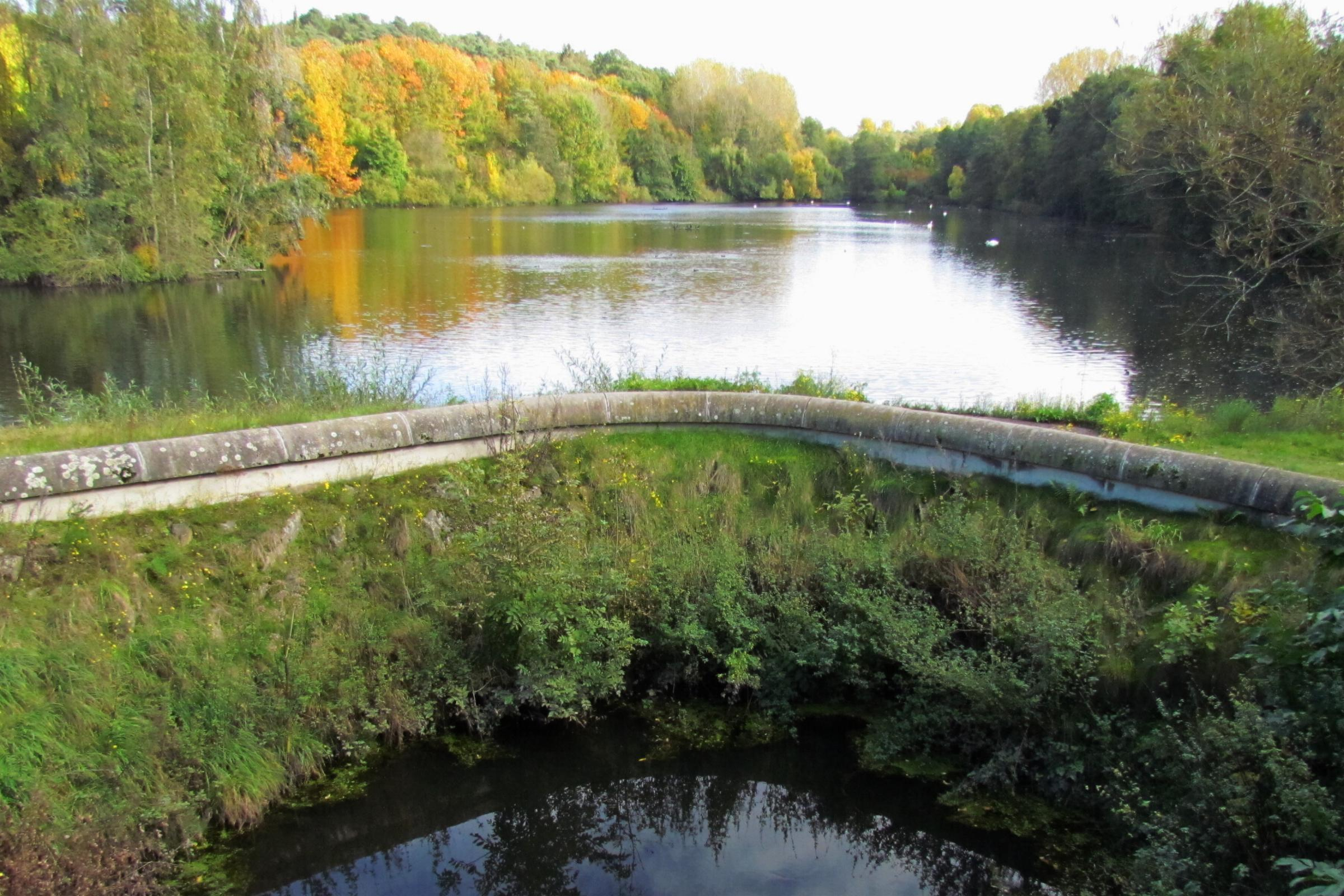
Stausee und Staumauer in der Nähe der Erckensmühle
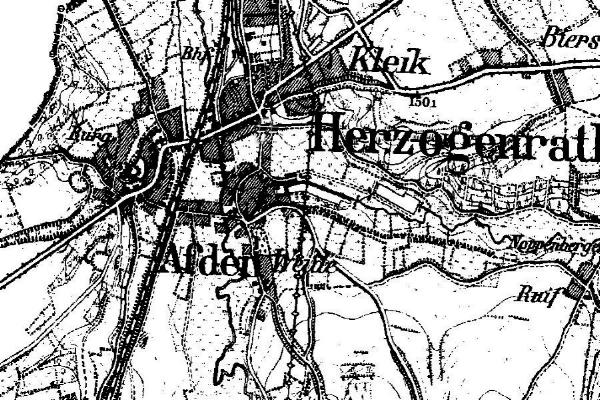
Herzogenrath in der Neuaufnahme 1894
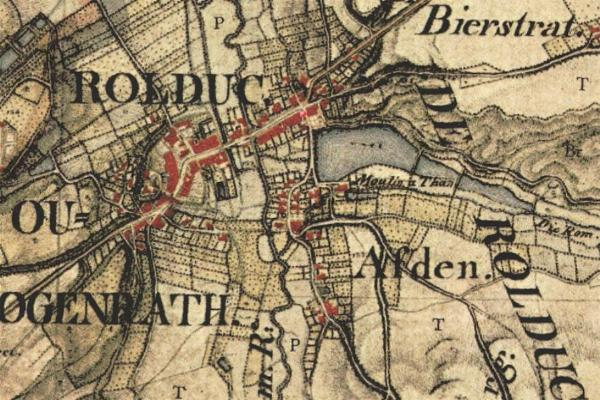
Moulin a Than in der Tranchotkarte 1805